# 2000年日本

## 政府
- 天皇：明仁
- 內閣總理大臣：小淵惠三→森喜朗

## 大事記
- 3月8日——東京都發生營團地下鐵日比谷線事故。
- 4月5日——森喜朗接替因病無法視事的小淵惠三出任日本首相。
- 5月15日——日本首相森喜朗於一個宗教團體的成立大會上，宣稱「日本是天皇中心的神之國」，此言論引起外界非議。

## 出生
- 3月26日——羊宮妃那，配音員。

## 逝世
- 2月7日——新山志保，配音員。
- 5月10日——鹽澤兼人，配音員。
- 5月14日——小淵惠三，政治人物，曾任內閣總理大臣。
- 6月16日——香淳皇后，日本第124代皇后。
- 6月19日——竹下登，政治人物，曾任內閣總理大臣。

## 2000年的漢字
2000年日本的漢字是「金」，由於田村亮子（現名谷亮子）憑女子柔道、高橋尚子憑女子馬拉松獲得悉尼奧運金牌；南北韓領袖金正日、金大中對話；發行2000日圓紙幣；雙胞胎人瑞姐妹中的金婆婆逝世。